# Zeta Andromedae
Zeta Andromedae (ζ And / 34 Andromedae) es una estrella binaria en la constelación del Andrómeda de magnitud aparente +4,10.
Su distancia al sistema solar es de 189 años luz.

## Componentes del sistema
La estrella primaria de Zeta Andromedae es una gigante naranja de tipo espectral K1III.
Tiene una temperatura efectiva de 4632 ± 43 K y una luminosidad 85 veces superior a la del Sol.
La medida de su diámetro angular por interferometría óptica es de 2,55 ± 0,09 milisegundos de arco, lo que corresponde a un radio 15,9 veces más grande que el radio solar.
Su masa puede ser 2,6 veces mayor que la del Sol.
Se piensa que la componente invisible es una enana de tipo G tardío o K.
El contenido metálico del sistema es inferior al solar, siendo su índice de metalicidad [Fe/H] = -0,15.

## Variabilidad
El período orbital de Zeta Andromedae es de 17,77 días.
Constituye una binaria eclipsante en donde, durante el eclipse primario, el brillo de Zeta Andromedae disminuye 0,22 magnitudes; en el secundario, la disminución de brillo es de 0,10 magnitudes.
Además, Zeta Andromedae es una variable RS Canum Venaticorum.
En la región ecuatorial de la gigante se han detectado manchas estelares frías, así como la existencia de una capa polar fría.
Dado que la primaria llena el 80% del lóbulo de Roche de su acompañante, la gigante no tiene forma esférica, sino elipsoidal.
Se estima que la diferencia entre su diámetro mayor y menor es de aproximadamente un 4%.